# Шоке, Мартин-Эдуард Иванович
Мартин-Эдуард Иванович Шоке (21 января 1875 — после 1917) — российский военный деятель.
Общее образование получил дома. В службу вступил 01.05.1896. Выпускник Виленского пехотного юнкерского училища 1899 года по 1-му разряду подпрапорщиком в 116-й Малоярославский пехотный полк. Лютеранин.
Участие в военных кампаниях:
Китайский поход 1900—1901 гг., Русско-японская война 1904—1905 гг. (был ранен) и первая мировая война.
Чины:
вступил в службу вольноопределяющимся (01.05.1896 г.), подпрапорщик (1899), подпоручик (01.09.1899 г.), поручик (01.09.1903 г.), штабс-капитан за боевые отличия (1907 г., со старшинством с 20.01.1905 г.), капитан (20.01.1909 г.), полковник (ст. с 19.07.1915 г.).
Прохождение службы:
116-й Малоярославский пехотный полк (с 1899 года), 19-й стрелковый полк 5-й стрелковой бригады Виленского военного округа в Сувалках (в 1905 и на 01.11.1911), командир 11-го Кавказского стрелкового полка (02.03.1916-04.12.1917).
Награды:
- орден Святого Владимира 4-й степени с мечами и бантом (1906 г.)
- орден Святой Анны 3-й степени с мечами и бантом (1908 г.)
- Георгиевское оружие (04.07.1916 г.)
- Приказом по военному ведомству № 689 от 24.11.1906 г. за спасение в японском плену императорского вензеля Знамени полка зачислен навечно в списки 19-го стрелкового полка.